# (10709) Ottofranz
(10709) Ottofranz (1982 BE1) – planetoida z pasa głównego asteroid okrążająca Słońce w ciągu 4,08 lat w średniej odległości 2,55 j.a. Odkryta 24 stycznia 1982 roku.